# Return from the Ashes
Return from the Ashes is een Britse thriller uit 1965 onder regie van J. Lee Thompson. Destijds werd de film in Nederland uitgebracht onder de titel De val slaat dicht.

## Verhaal
Als de Joodse dokter Michele Wolf levend uit een concentratiekamp komt, ontdekt ze dat haar man Stanislaus Pilgrin een relatie heeft met haar stiefdochter uit een eerder huwelijk. Het gezicht van Michele is onherkenbaar gemaakt door plastische chirurgie en daarom kan ze onopgemerkt binnendringen in het leven van haar man en stiefdochter. Wanneer Stanislaus achter de ware identiteit van Michele komt, slaan alle stoppen door bij hem. 

## Rolverdeling
| Acteur             | Personage              |
| ------------------ | ---------------------- |
| Maximilian Schell  | Stanislaus Pilgrin     |
| Samantha Eggar     | Fabienne Wolf          |
| Ingrid Thulin      | Dr. Michele Wolf       |
| Herbert Lom        | Dr. Charles Bovard     |
| Talitha Pol        | Claudine               |
| Vladek Sheybal     | Gerant                 |
| Jacques Cey        | Receptionist           |
| Jacques B. Brunius | Detective              |
| Jean Marc          | Detective              |
| Andre Charisse     | Restauranthouder       |
| Danièle Noël       | Verpleegster           |
| Arnold Diamond     | Buurman                |
| Franco De Rosa     | Jongen in de nachtclub |
| Doreen Moore       | Meisje in de nachtclub |
| Harriet Harper     | Meisje in de nachtclub |